# Schoenobius vittatus
Schoenobius vittatus là một loài bướm đêm trong họ Crambidae.